# الینجه
الینجه (به لاتین: Əlincə، به ارمتی: Երնջակ یرنیاک) منطقه‌ای مسکونی در جمهوری آذربایجان است که در شهرستان جلفا واقع شده است. الینجه ۶۳۴ نفر جمعیت دارد.
آرامگاه و زیارتگاه فضل‌الله نعیمی حروفی در دامنه تپه‌ای مشرف به روستا واقع شده است.